# Blighia sapida
Blighia sapida és un fruit tropical dins la família de les sapindàcies. És natiu de l'Àfrica tropical occidental al Camerun, el Gabon, São Tomé i Príncep, Benín, Burkina Faso, Costa d'Ivori, Ghana, Guinea, Guinea Bissau, Mali, Nigèria, Senegal, Sierra Leone i Togo.
Està emparentat amb el litxi i el longan, i és un arbre perennifoli de fins a 10 m d'alt amb les fulles pinnades, dures.

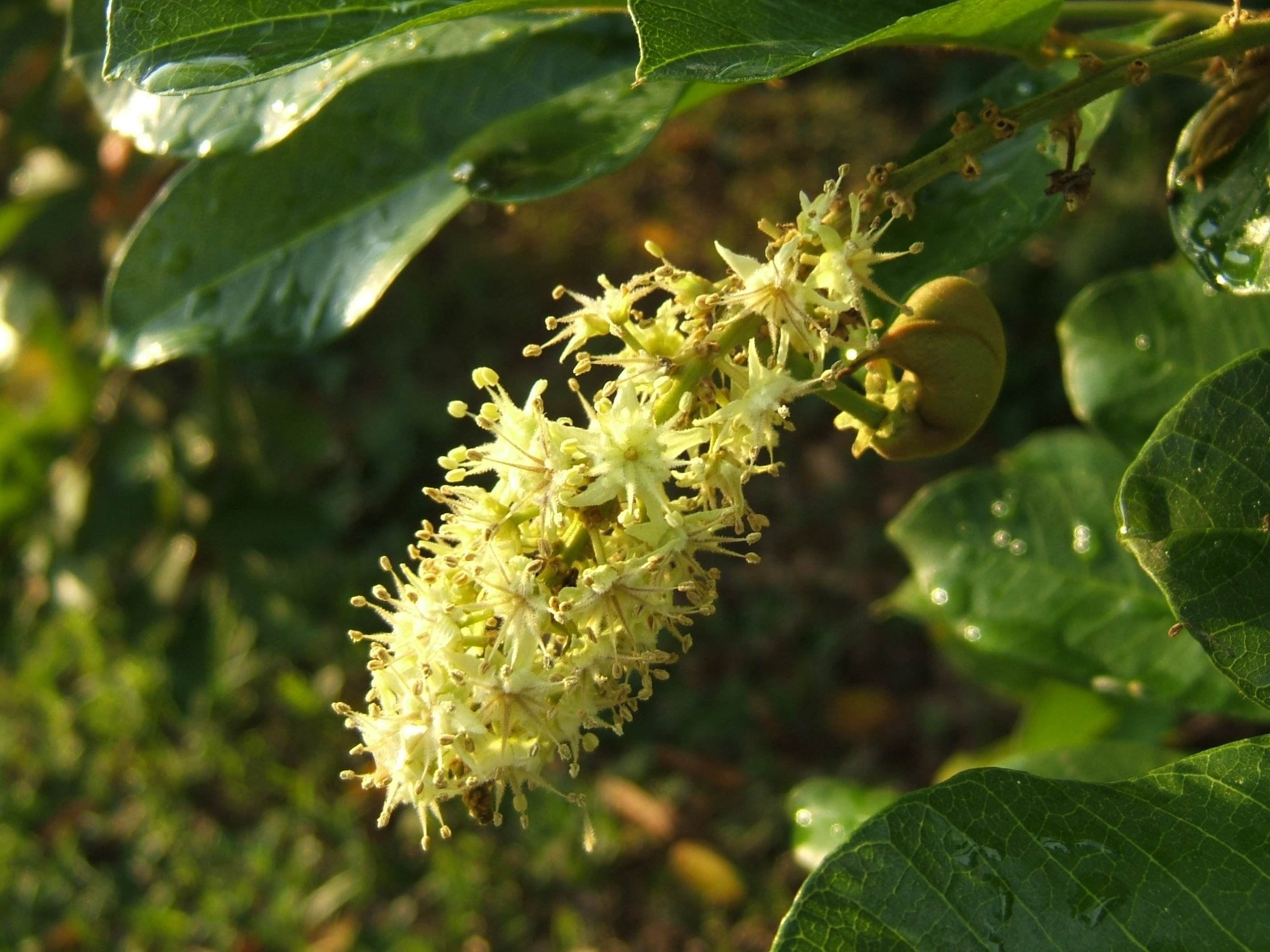
Flor de Blighia sapida

El seu nom científic és en honor del capità William Bligh que el 1793 va portar aquesta planta als jardins anglesos de Kew.
El fruit va ser importat a Jamaica probablement en un vaixell d'esclaus abans de 1778. Des d'aleshores és molt important en la cuina del Carib i es cultiva en molts llocs del món.